# Contea di Ariano
La contea di Ariano fu un dominio feudale dell'Italia meridionale; attestata dal X al XV secolo, rappresentò il primo stabile possedimento normanno in terra italiana.
Inizialmente longobarda, nella prima metà dell'XI secolo fu conquistata dai Normanni;  in tale fase fu ribattezzata Gran contea (o Grancontea). Dopo un periodo di dominazione sveva, a partire dal XIII secolo fu posseduta dagli Angioini per passare infine agli Aragonesi.
La contea, preceduta da un omonimo gastaldato (esistito almeno dal IX secolo) e seguita da un altrettanto omonimo ducato (perdurato fino al XVI secolo), aveva sede nel castello di Ariano.

## Storia

### Il gastaldato
Il gastaldato longobardo di Ariano (uno dei ventuno che componevano il principato di Benevento) era operativo già nel IX secolo. Non si conoscono però i nomi personali dei gastaldi.

### La contea longobarda
Dopo una breve fase di occupazione bizantina (891–895), entro il X secolo il gastaldato fu elevato a contea nell'ambito dei principati longobardi riuniti di Benevento e Capua. Neppure i nomi dei conti longobardi sono tuttavia conosciuti.

### La contea normanna
Entro i primi decenni dell'XI secolo i Normanni, capeggiati da Gilberto Buatère, presero stabilmente dimora in Ariano. In particolare la contea normanna di Ariano fu riconosciuta formalmente nel 1022 da Enrico II di Franconia re d'Italia e imperatore del Sacro Romano Impero.
Rimane comunque ignota l'identità dei primi conti normanni.
È certo però che entro la prima metà dell'XI secolo la contea era retta dai granconti di Buonalbergo, il primo dei quali, o quantomeno il primo di cui si conosce il nome, è Umberto (o Ubberto) attestato prima del 1047. In seguito la grancontea di Ariano entrò a far parte del vasto ducato di Puglia e Calabria (incentrato su Salerno), all'interno del quale conservò però la propria autonomia. Al granconte Umberto seguirono infatti Gerardo di Buonalbergo (circa 1060–1086), Erberto di Buonalbergo (1086–post 1101), il figlio di costui Giordano d'Ariano (dopo il 1101–1127) e il figlio di quest'ultimo Ruggero d'Ariano (1127–1139). In tale fase la grancontea raggiunse la massima estensione: i suoi confini si estesero infatti fino ai sobborghi di Avellino e Benevento da un lato e fino alla città di Troia dall'altro.
Nel frattempo la grancontea (comprendente 8 baronie con 17 castelli) era divenuta parte integrante del regno di Sicilia, proclamato ad Avellino nel 1130 con re Ruggero II di Sicilia. A partire dal 1140 Ariano verrà anzi a dipendere direttamente dal re di Sicilia, con Ruggero II in persona che vi terrà le Assise di Ariano tra il 1140 e il 1142. Anche negli anni successivi la grancontea non sarà ripristinata, in quanto Ariano continuerà a mantenere lo status di città regia; una parte dei suoi ex-baronati andrà invece a formare una nuova contea (istituita proprio nel 1142) avente sede nella già citata Buonalbergo.

### La contea sveva
Quando nel 1194 l'imperatore Enrico VI di Svevia ne ottenne il dominio, la contea di Ariano fu ricostituita per essere infeudata a Rainaldo de Mohac, contestabile imperiale nonché giustiziere, cui subentrò Roberto di Bussone.
Con l'avvento al trono di Federico II di Svevia la contea rientrò entro breve tempo nel regio demanio; in quella fase storica Ariano divenne infatti sede di una camera reale, ossia di una piazzaforte militare di prim'ordine dotata di una fabbrica e di un deposito di armi.
Ben presto la stessa città di Ariano iniziò tuttavia a mostrare ostilità nei confronti della dinastia sveva ed infine, al tempo di re Manfredi, si rivoltò apertamente contro il sovrano; catturata però a tradimento dai Saraceni di Lucera fu duramente punita e saccheggiata.

### La contea angioina
Dopo una fase estremamente convulsa e infelice, coincidente con il periodo finale della dominazione sveva, la contea tornò a nuova vita sotto gli Angioini nell'ambito del neonato regno di Napoli. Il primo conte angioino, prescelto da re Carlo I d'Angiò nel 1269, fu Enrico di Valdimonte cui seguì il figlio Rainaldo. La contea passò quindi dapprima (nel 1290) ai signori di Montenero, poi ad Anselmo di Chéu (dal 1291) e infine alla famiglia De Sabran, con Ermengao che fu eretto conte di Ariano da re Carlo II d'Angiò nel 1294. Il suo successore fu Elzeario da Sabrano, poi divenuto santo e compatrono di Ariano (sua moglie era la beata Delfina di Signe).

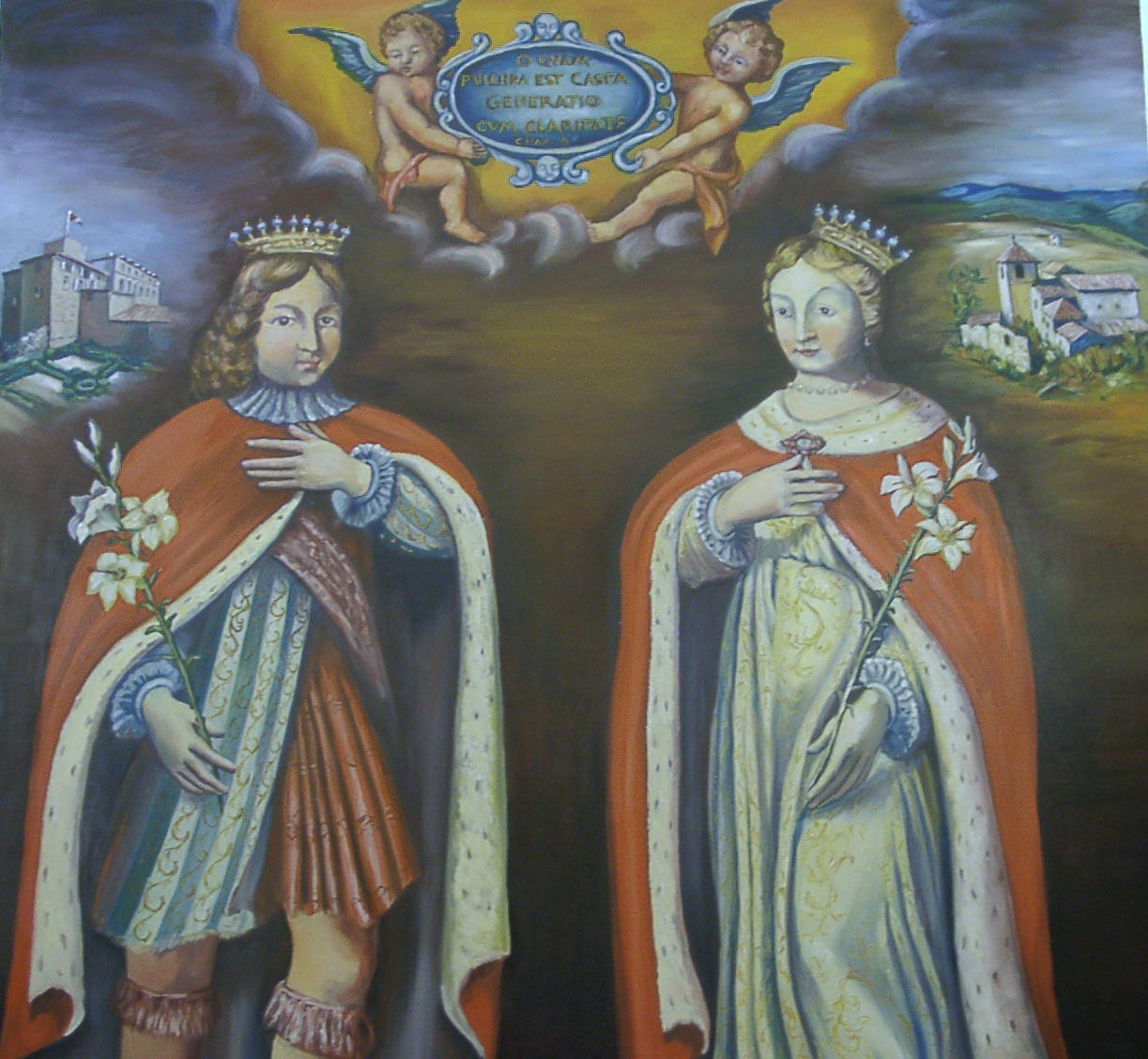
I conti angioini Elzeario de Sabrano e Delfina di Signe

A Sant'Elzeario seguì nel 1327 il fratello Guglielmo che lasciò per erede un suo parente, Guglielmo II, cui seguì il fratello di quest'ultimo, Giovanni. Tra la fine del Trecento e l'inizio del secolo successivo, sotto il regno di Ladislao I di Napoli, la contea di Ariano fu assegnata a Nicola de Sabrano passando poi, alla morte di costui, nelle mani di Ermengao II, ultimo conte angioino di cui si abbia notizia.

### La contea aragonese
Il primo conte aragonese fu, dal 1417, Francesco Sforza, condottiero e futuro duca di Milano. In seguito, nel 1440, re Alfonso V d'Aragona concesse la contea al gran siniscalco Iñigo de Guevara, cui seguì il figlio Pietro che vi dominò fino al 1485. Più tardi, a partire dal 1495, la contea passò ai Carafa con Alberico che nel 1498 ottenne il titolo di duca.

### Il ducato
Il ducato di Ariano durò in tutto 87 anni. Ad Alberico Carafa successe dapprima il figlio Gian Francesco, poi il nipote Alberico II; quest'ultimo prese parte alle grandi guerre d'Italia del XVI secolo, ma una volta sconfitto fu esautorato (e la stessa città di Ariano fu saccheggiata). Nel 1532 il ducato passò ai Gonzaga con Ferrante, cui segui il figlio Cesare. Dopo la morte di costui (nel 1577) fu ceduto alla famiglia Gesualdo fino al 1585, allorquando la cittadinanza di Ariano si riscattò a proprie spese dal dominio feudale venendo così a dipendere direttamente dai viceré di Napoli, nell'ambito del grande regno di Spagna.